# Diamant (Nederlandse televisieserie)

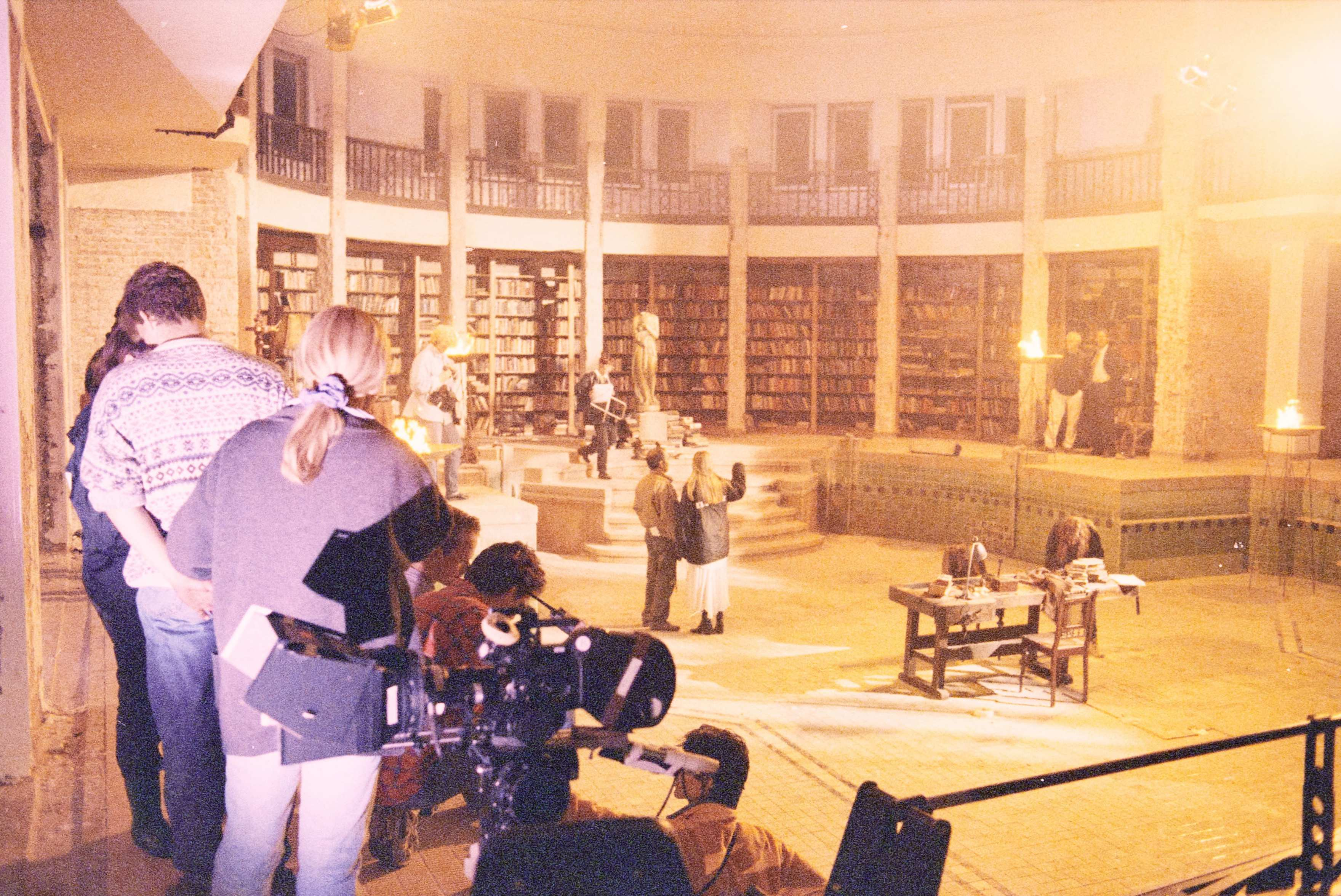
Filmopname in Stoop's zwembad in Overveen voor tv-serie 'Diamant', 1994

Diamant was een Nederlandse televisieserie die in 1993 en 1994 door RTL 4 werd uitgezonden. De serie draait om de verwikkelingen van de rijke familie Van Tellingen. De serie was veelbesproken, niet in de laatste plaats door de broeierige relatie tussen broer Boris (Hugo Metsers) en zus Marion (Kiki Classen). Rollen zijn er verder onder anderen voor Pleuni Touw, Jules Hamel, Frederique Huydts, Marlous Fluitsma, Miryanna van Reeden, Marieke de Kruijf en Roeland Fernhout.

## Verhaal
Thomas is al dertig jaar getrouwd met Hester en samen hebben zij drie kinderen: Anton, Marion en Boris. Anton is de gedoodverfde opvolger van zijn vader en is getrouwd met Janneke. Na een gedegen voorbereiding op het instituut Nijenrode, draait hij nu mee in de top van het bedrijf. Marion en Boris wonen nog bij hun ouders en experimenteren met alles wat hun rijke leven heeft te bieden. Ook in hun hartstocht voor elkaar tasten zij de grenzen van hun broer-zusrelatie af. De eerste haarscheurtjes verschijnen in het familieportret als Thomas weer een geheime verhouding begint met Eliza, met wie hij zo'n 20 jaar geleden brak. Eliza heeft inmiddels een opgroeiende zoon, Jeroen. Wanneer de familie door een ongelukkige transactie in het bezit komt van "De Blauwe Duivel", lijkt het onheil niet meer af te wenden. Deze beruchte en veel te kostbare diamant heeft de reputatie ongeluk te brengen aan de eigenaar. De familie doet er alles aan om van de steen af te komen, hetgeen minder eenvoudig is dan het lijkt. Intussen ondervindt iedereen de invloed van "De Blauwe Duivel".

## Rolverdeling
- Jules Hamel - Thomas van Tellingen
- Pleuni Touw - Hester van Tellingen
- Reinout Bussemaker - Anton van Tellingen
- Miryanna van Reeden - Janneke van Tellingen-Brogt
- Kiki Classen - Marion van Tellingen
- Hugo Metsers - Boris van Tellingen
- Marieke de Kruijf - Elly
- Marlous Fluitsma - Eliza Zadelhof
- Roeland Fernhout - Jeroen Zadelhof
- Theo de Groot - Leo van Loon
- Frédérique Huydts - Charlotte van Tellingen
- Ellen Röhrman - Joke
- Roelant Radier - Rudy
- René Vernout - Martin Revers
- David Lomas - Bowman Sr.
- William Sutton - Robin Bowman
- Marc Krone - John van Thijn
- Joe Montana - Hans de Bont
- Ferd Hugas - Marius van Katwijk
- Margreet Heemskerk - Jozefien van Katwijk
- Corry van der Linden - Connie

## Afleveringen
- Seizoen 1 (1993) bestond uit afleveringen 1 t/m 13
- Seizoen 2 (1994) bestond uit afleveringen 14 t/m 26